# بلا جولد
بلا جولد (بالإنجليزية: Bela Gold)‏ هو شخصية أعمال أمريكي، ولد في 30 يناير 1915، وتوفي في 14 أبريل 2012.